# Antonio Montinaro
Antonio Montinaro (Calimera, 8 settembre 1962 – Capaci, 23 maggio 1992) è stato un poliziotto italiano.
Assistente della Polizia di Stato, era un componente della scorta di Giovanni Falcone, ucciso nella strage di Capaci.

## Biografia
Montinaro si trovava a bordo di una scorta della prima delle tre vetture blindate (tre Fiat Croma) che riaccompagnavano il magistrato, appena atterrato a Punta Raisi da Roma, a Palermo. L'auto, di color marrone, era guidata da Vito Schifani, sul sedile posteriore stava l'agente Rocco Dicillo. Falcone guidava la Croma bianca che, assieme alla terza e ultima Croma azzurra, li seguiva e sulla quale viaggiavano anche la moglie Francesca Morvillo e, dietro, l'autista giudiziario Giuseppe Costanza.
Nell'esplosione, avvenuta sull'Autostrada A29 all'altezza dello svincolo per Capaci, alle ore 17:57, i tre agenti morirono immediatamente, poiché la loro auto fu quella investita con più violenza dalla deflagrazione, tanto da essere sbalzata in un oliveto a più di dieci metri di distanza dal manto stradale. A più di un’ora dall’attentato, a causa delle gravi emorragie interne riportate, morì Giovanni Falcone e, intorno alle ore 22:00, anche la moglie Francesca. Si salvarono invece gli agenti Paolo Capuzza, Angelo Corbo e Gaspare Cervello, che viaggiavano sull’automobile che chiudeva il corteo. Sopravvisse pure l’autista Costanza.
Montinaro non aveva ancora compiuto 30 anni e lasciò la moglie Tina e due figli. Tina Montinaro è una delle promotrici dell'Associazione "vittime di mafia", che da molti anni gira l'Italia per parlare del sacrificio di suo marito e della necessità della lotta alla mafia. È sepolto a Palermo nel cimitero di Santa Maria dei Rotoli. In sua memoria il Comune di Calimera ha intitolato una piazza ed eretto un piccolo monumento, costituito da un masso estratto dal luogo dell'attentato e da un albero di mandarino di Sicilia.

## Media
LA7 il 18 maggio 2012 ha trasmesso il film Vi perdono ma inginocchiatevi di Claudio Bonivento, con soggetto di Rosaria Costa Schifani (moglie dell'agente Vito Schifani) e di Felice Cavallaro. Esso narra della vita dei tre poliziotti della scorta di Giovanni Falcone (Vito Schifani, Antonio Montinaro e Rocco Dicillo) e dei loro familiari, fino alla strage di Capaci con la loro drammatica fine, insieme al giudice e alla moglie. Il ruolo di Antonio Montinaro è stato interpretato dall'attore Francesco Venditti.
Nel 2016 è stato pubblicato il graphic novel Ragazzi di scorta, Rocco, Vito, Antonio, gli agenti di scorta di Giovanni Falcone, di Ilaria Ferramosca e Gian Marco De Francisco, edito da BeccoGiallo, dedicato alla memoria e all'impegno di Antonio Montinaro, Rocco Dicillo, Vito Schifani. Con i contributi di don Luigi Ciotti, Attilio Bolzoni e Gaetano Curreri degli Stadio.
Dal 2022 la Nuova Compagnia Teatrale di Verona mette in scena l'atto unico "Gli invisibili - la solitudine dei giusti" diretto da Enzo Rapisarda. Spettacolo dedicato alla memoria delle vittime delle mafie e composto da 4 monologhi (Saveria Antiochia, Antonio Montinaro, Emanuela Loi e Angelo Corbo) che danno voce alle "invisibili" vittime delle stragi mafiose. Lo spettacolo è patrocinato dal Ministero dell'Interno, da Avviso Pubblico e dalla Regione Veneto. Antonio Montinaro è interpretato da Mario Cuccaro.